# Eichsfeldmuseum

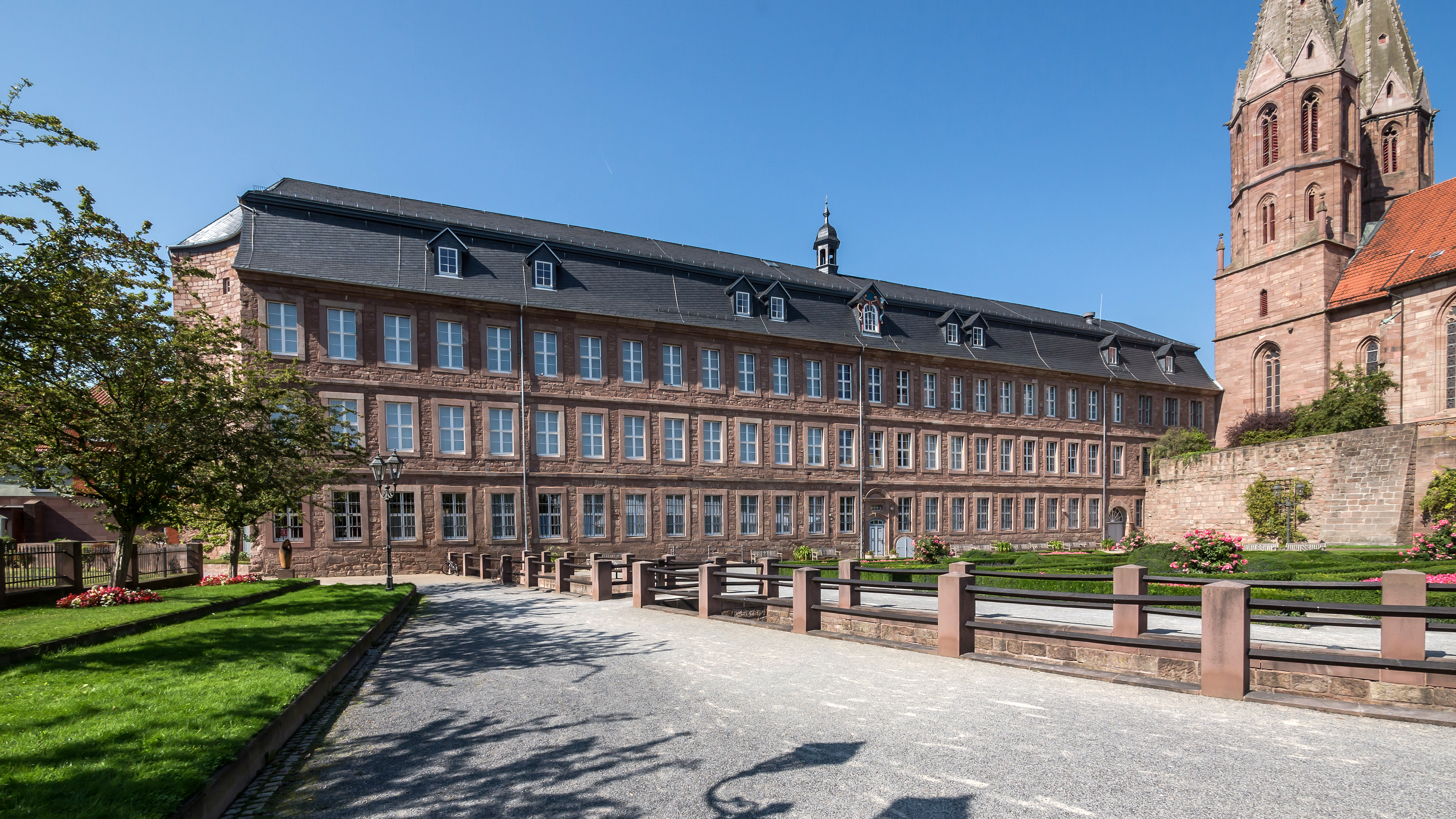
Das Eichsfeldmuseum vom Barockgarten aus gesehen

Das Eichsfeldmuseum (ehemals „Eichsfelder Heimatmuseum“) ist ein kulturhistorisches Museum in Heilbad Heiligenstadt im Landkreis Eichsfeld in Thüringen. Träger ist die Stadt Heilbad Heiligenstadt. Im Gebäude befand sich einst ein von Erzbischof Daniel Brendel von Homburg gegründetes Jesuitenkolleg.

## Geschichte des Museums
Nach jahrelangen Bemühungen, ein Heimatmuseum im Eichsfeld zu errichten, wurde zunächst 1931 ein Heimatmuseum in Duderstadt und schließlich 1932 auch in Heiligenstadt eröffnet. Untergebracht ist es im ehemaligen Jesuitenkolleg in der Kollegiengasse, einem Barockbau aus dem Jahr 1740. Aufgebaut wurden die ersten Sammlungen unter anderem durch Johannes Müller und Schüler des Heiligenstädter Gymnasiums, welches bis 1929 im gleichen Gebäude untergebracht war. Schließungen gab es im 2. Weltkrieg und während umfassender Sanierungen in den Jahren 1948/50 (mit zwischenzeitlicher Unterbringung im „Eichsfelder Hof“), 1994/96, 2011/12 und im Frühjahr 2020, aufgrund der COVID-19-Pandemie. Im Jahre 2017 wurde das Museum von „Eichsfelder Heimatmuseum“ in „Eichsfeldmuseum“ umbenannt. Im Juni 2020 wurde für das Eichsfeldmuseum ein neues Konzept vorgestellt, welches die Umstrukturierung des Museums vorsieht.

## Museum
Das Museum informiert auf drei Etagen über die Geschichte des Eichsfeldes und der Stadt Heiligenstadt, über die religiöse Tradition des Eichsfeldes sowie über bekannte Eichsfelder Persönlichkeiten, darunter Tilman Riemenschneider. Gezeigt werden auch Kunstgegenstände, Trachten, historische Möbel und Beispiele handwerklicher Traditionen. Die Streckersche Vogelsammlung stellt über 200 Vogel- und weitere Tierarten vor. Darüber hinaus gibt es regelmäßig Sonderausstellungen zu verschiedenen Themen.

## Museumsleitung
- 1932–1957 Johannes Müller
- 1957–1967 August Wellmann
- 1967–1975 Ulrich Heise
- 1975–1978 Ferdinand Trommer
- 1978–1979 Margitta Radschinski
- 1979–1987 Josef Bode
- 1987–1996 Franz Häger
- 1996–2008 Wolfgang Friese[5]
- 2008–2015 Veronika Merten
- 2015–2022 Torsten W. Müller[6]
- seit 2022 Gideon Haut[7]

## Ausstellungen

### Dauerausstellungen

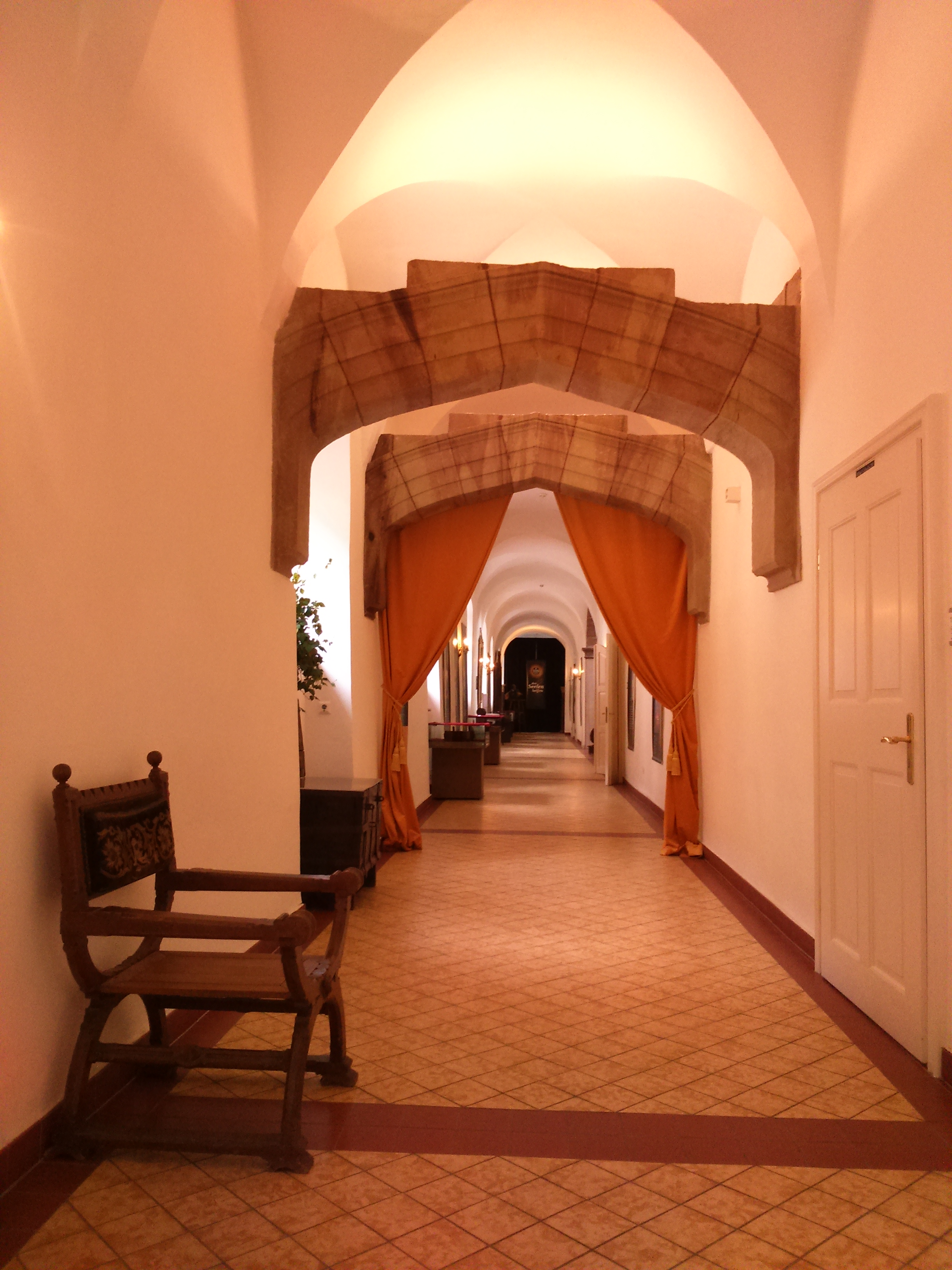
Korridor im Erdgeschoss

„Das Eichsfeld im 19. Jahrhundert - Umbrüche, Aufbrüche, Kontinuitäten“
Eingerichtet im zweiten Obergeschoss, zeigt diese Ausstellung das Leben im Eichsfeld im 19. Jahrhundert und greift verschiedene Themenbereiche auf. Sie wurde im Jahr 2018 als Sonderausstellung eröffnet und gehört mittlerweile zur Dauerausstellung.
„Eichsfeldgeschichte“
Die Ausstellung zur Eichsfeldgeschichte zeigt vor allem historische Gemälde und Möbel, welche in Zusammenhang mit der Geschichte des Eichsfeldes stehen, und ist im ersten Obergeschoss im Korridor eingerichtet.
„Gegen-Reformation - Die Jesuiten im Eichsfeld“
Die Ausstellung „Gegen-Reformation - Die Jesuiten im Eichsfeld“ ist im Erdgeschoss des Eichsfeldmuseums untergebracht und beschäftigt sich mit der Gegenreformation im Eichsfeld, welche auch in starkem Zusammenhang mit dem Jesuitenkolleg steht, in dem das Museum untergebracht ist. Die Ausstellung wurde im März 2017 eröffnet und gehört mittlerweile ebenfalls zur Dauerausstellung des Museums. Ausgestellt werden verschiedene Exponate zum Thema, zum Beispiel sakrale Kunstgegenstände, historische Bücher und Textilien wie auch Reliquienschreine. Auch religiöse Bräuche werden aufgegriffen.
„Stadtgeschichte“
Diese Dauerausstellung ist im ersten Obergeschoss des Gebäudes untergebracht und beschäftigt sich mit der Stadtgeschichte von Heilbad Heiligenstadt.
„Streckersche Vogelsammlung“

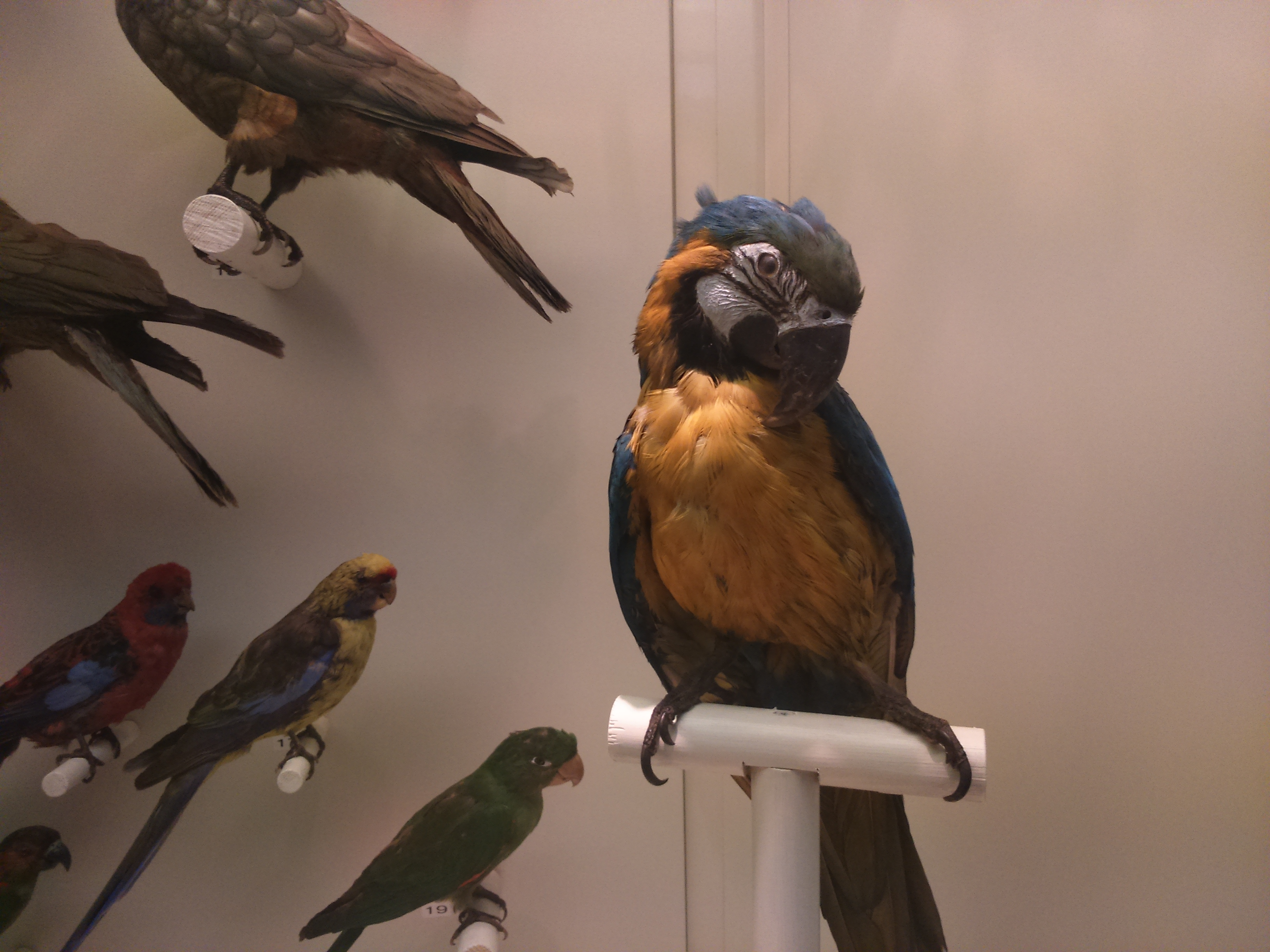
Gelbbrustara (ara ararauna) der Streckerschen Vogelsammlung

Ihr gehören zahlreiche historische Vogel-, Tier- und Insektenpräparate an. Auch ein bereits ausgestorbener Kuba-Ara wird ausgestellt. Sie ist im zweiten Obergeschoss eingerichtet.
„Tilman Riemenschneider“
In dieser Ausstellung werden Exponate von Tilman Riemenschneider ausgestellt und Informationen zu seinem Leben und seinen Werken präsentiert. Sie ist ebenfalls im zweiten Obergeschoss des Eichsfeldmuseums untergebracht.

### Sonderausstellungen
„Klingende Heimat: Karl Dietrich – Eichsfelder, Komponist und Professor“
Die aktuelle Sonderausstellung zeigt Exponate rund um das Leben von Karl Dietrich, einem in Wachstedt im Eichsfeld geborenem Komponisten.